# Iouri Matveïev
Iouri Aleksandrovitch Matveïev (en russe : Юрий Александрович Матвеев) est un footballeur international et entraîneur de football russe né le 8 juin 1967 à Nijni Taguil.

## Biographie

### Carrière de joueur
Né et formé dans la ville de Nijni Taguil, Iouri Matveïev intègre durant sa jeunesse les rangs de l'Ouralets Nijni Taguil, avec qui il fait ses débuts en troisième division soviétique en 1984. Il évolue par la suite au club jusqu'en 1987 avant de rejoindre l'année suivante l'Ouralmach Sverdlovsk au même niveau puis le Zénith Léningrad avec qui il découvre le deuxième échelon en début d'année 1990 avant de revenir à l'Ouralmach pour la fin d'année.
Transféré au Torpedo Moscou en 1991, Matveïev fait sous ces couleurs ses débuts en première division à l'âge de 23 ans le 1er mars 1991 contre le Spartak Moscou. Il marque son premier but dans l'élite dix jours plus tard contre le Dynamo Kiev pour une victoire 3-1, et dispute également la finale de la coupe nationale au mois de juin. Il dispute également ses premières rencontres européennes en jouant quatre matchs en Coupe UEFA. Malgré tout, ses performances décevantes lui valent de terminer l'année avec l'équipe réserve avant de quitter le club en  fin de saison.
Matveïev fait son retour à l'Ouralmach Iekaterinbourg en début d'année 1992 et dispute sous ces couleurs la première édition du nouveau championnat de Russie. Il connaît cette saison-là de très bonnes performances lui permettant d'inscrire un total de 20 buts en 28 matchs, dont deux triplés contre le Dinamo Stavropol le 17 mai et le Kouban Krasnodar le 10 novembre, pour terminer meilleur buteur du championnat. Ses performances lui valent également d'être appelé au sein de la sélection russe de Pavel Sadyrine, pour qui il joue quatre matchs amicaux entre août 1992 et février 1993. Blessé pour une grande partie de la saison 1993, il ne prend part qu'à la toute fin d'exercice et marque quatre buts en onze matchs.
Après la fin de cette dernière saison, Matveïev quitte la Russie en novembre 1993 pour rallier la Turquie et l'Ankaragücü où il joue la fin de la saison 1993-1994, ne marquant qu'un seul but en championnat contre Bursaspor le 5 décembre 1993. Il fait par la suite son retour à l'Ouralmach à l'été 1994 et inscrit neuf buts en treize matchs durant la fin de l'exercice 1994. Il est à nouveau buteur à neuf reprises la saison suivante en 21 rencontres.
Quittant définitivement Iekaterinbourg en fin d'année 1995, il rejoint dans la foulée le CSKA Moscou pour qui il évolue durant le premier semestre 1996 avant de partir à l'été pour le club sud-coréen du Suwon Samsung Bluewings. Sous ces couleurs, il contribue notamment à la deuxième place de l'équipe à l'issue de la saison 1996 avant de s'en aller en fin d'année 1997.
Signant au Rostselmach Rostov en 1998, Matveïev s'y démarque cette année-là en marquant 14 buts en championnat, avec notamment un triplé contre le FK Tioumen le 16 mai, pour terminer vice-meilleur buteur derrière Oleg Veretennikov et contribuer à la sixième place du club qui se qualifie pour la Coupe Intertoto. Nettement moins prolifique dans les années qui suivent, avec seulement trois buts entre 1999 et 2000, il quitte Rostov à l'été 2000 pour finir l'année au Lokomotiv Nijni Novgorod avant de mettre un terme à sa carrière professionnelle à l'âge de 33 ans. Il continue tout de même la pratique du football de façon période au niveau amateur au sein d'équipes de Iekaterinbourg et Nijni Taguil durant la première moitié des années 2000.

### Carrière d'entraîneur
Après s'être reconverti pendant un temps dans les affaires, Matveïev intègre à partir de 2008 l'organigramme de l'Oural Iekaterinbourg en tant qu'entraîneur assistant, d'abord au sein de l'équipe réserve puis avec l'équipe première. En cette qualité, il assure notamment le rôle d'intérimaire après le départ de Dmitri Ogaï (en) au mois de mai 2011. Il est ensuite maintenu à la tête de l'équipe à l'issue de cet intérim et reste en poste jusqu'à la fin de l'année et la nomination d'Aleksandr Pobegalov à sa place.
Il redevient par la suite assistant jusqu'en septembre 2018, date de sa nomination à la tête de l'Oural-2, club-école évoluant en troisième division. Il assure une nouvelle fois l'intérim de l'équipe première de façon brève au mois de juillet 2020 pour la dernière journée de la saison après la démission de Dmytro Parfenov. Il est par la suite confirmé à ce poste pour l'exercice 2020-2021 et amène l'Oural en douzième position. Le 10 août 2021, peu après le début de la saison suivante, Matveïev quitte ses fonctions d'entraîneur alors que le club ne compte qu'un point après trois matchs en championnat.

## Statistiques de joueur
| Saison                | Club                     | Championnat           | Championnat | Championnat | Coupe(s) nationale(s) | Coupe(s) nationale(s) | Compétition(s) continentale(s) | Compétition(s) continentale(s) | Compétition(s) continentale(s) | Total | Total |
| Saison                | Club                     | Division              | M.          | B.          | M.                    | B.                    | Comp.                          | M.                             | B.                             | M.    | B.    |
| 1984                  | Ouralets Nijni Taguil    | D3                    | 22          | 4           | -                     | -                     | -                              | -                              | -                              | 22    | 4     |
| 1985                  | Ouralets Nijni Taguil    | D3                    | 20          | 7           | -                     | -                     | -                              | -                              | -                              | 20    | 7     |
| 1986                  | Ouralets Nijni Taguil    | D3                    | 25          | 4           | 2                     | 2                     | -                              | -                              | -                              | 27    | 6     |
| 1987                  | Ouralets Nijni Taguil    | D3                    | 30          | 10          | -                     | -                     | -                              | -                              | -                              | 30    | 10    |
| 1988                  | Ouralmach Sverdlovsk     | D3                    | 31          | 10          | -                     | -                     | -                              | -                              | -                              | 31    | 10    |
| 1989                  | Ouralmach Sverdlovsk     | D3                    | 40          | 17          | 1                     | 0                     | -                              | -                              | -                              | 41    | 17    |
| 1990                  | Zénith Léningrad         | D2                    | 7           | 0           | -                     | -                     | -                              | -                              | -                              | 7     | 0     |
| 1990                  | Ouralmach Sverdlovsk     | D3                    | 32          | 7           | -                     | -                     | -                              | -                              | -                              | 32    | 7     |
| 1991                  | Torpedo Moscou           | D1                    | 12          | 1           | 3                     | 1                     | C3+C3                          | 2+2                            | 0                              | 19    | 2     |
| 1992                  | Ouralmach Iekaterinbourg | D1                    | 28          | 20          | 2                     | 3                     | -                              | -                              | -                              | 30    | 23    |
| 1993                  | Ouralmach Iekaterinbourg | D1                    | 11          | 4           | -                     | -                     | -                              | -                              | -                              | 11    | 4     |
| 1993-1994             | Ankaragücü               | D1                    | 16          | 1           | 2                     | 0                     | -                              | -                              | -                              | 18    | 1     |
| 1994                  | Ouralmach Iekaterinbourg | D1                    | 13          | 9           | 2                     | 1                     | -                              | -                              | -                              | 15    | 10    |
| 1995                  | Ouralmach Iekaterinbourg | D1                    | 21          | 9           | 2                     | 1                     | -                              | -                              | -                              | 23    | 10    |
| 1996                  | CSKA Moscou              | D1                    | 15          | 2           | 1                     | 0                     | -                              | -                              | -                              | 16    | 2     |
| 1996                  | Suwon Samsung Bluewings  | D1                    | 10          | 2           | -                     | -                     | -                              | -                              | -                              | 10    | 2     |
| 1997                  | Suwon Samsung Bluewings  | D1                    | 20          | 4           | -                     | -                     | -                              | -                              | -                              | 20    | 4     |
| 1998                  | Rostselmach Rostov       | D1                    | 30          | 14          | -                     | -                     | -                              | -                              | -                              | 30    | 14    |
| 1999                  | Rostselmach Rostov       | D1                    | 26          | 2           | 2                     | 1                     | CI                             | 4                              | 0                              | 32    | 3     |
| 2000                  | Rostselmach Rostov       | D1                    | 9           | 1           | -                     | -                     | -                              | -                              | -                              | 9     | 1     |
| 2000                  | Lokomotiv Nijni Novgorod | D1                    | 13          | 1           | -                     | -                     | -                              | -                              | -                              | 13    | 1     |
| Total sur la carrière | Total sur la carrière    | Total sur la carrière | 431         | 129         | 17                    | 9                     | -                              | 8                              | 0                              | 456   | 138   |

## Palmarès
| Torpedo Moscou - Coupe d'Union soviétique : - Finaliste : 1990-91. |  | Ouralmach Iekaterinbourg - Championnat de Russie : - Meilleur buteur : 1992 (20 buts). |  | Suwon Samsung Bluewings - Championnat de Corée du Sud : - Vice-champion : 1996. |